# Tundra antàrtica de Marielàndia
L'ecoregió de tundra de l'Antàrtida de Marielàndia ocupa la península Antàrtica i les illes properes. La majoria de l'Antàrtida estan cobertes amb un casquet permanent de gel de gairebé cinc quilòmetres de gruix en alguns llocs. L'Antàrtida no era, però, sempre una terra àrida i glaçada. El descobriment de plantes fòssils, rèptils i marsupials de la mateixa espècie que les que es troben en altres parts de l'hemisferi sud indica que l'Antàrtida va estar unida als altres continents i que el seu clima era abans temperat. La península Antàrtica, o Marielàndia, actualment té el clima més moderat del continent. És aquí on creixen les dues úniques plantes vasculars de l'Antàrtida, i és aquí on són molt abundants els animals salvatges com els pingüins, les aus marines voladores i les foques. A més del canvi climàtic global (Causes del canvi climàtic) i l'esgotament de l'ozó a la regió polar sud, el creixement del turisme a la península pot convertir-se en una preocupació seriosa. Les plantes i animals d'aquesta regió estan molt adaptats a l'ambient extrem i inhòspit; poden ser vulnerables a la menor molèstia.

## Característiques físiques i climàtiques
Aquesta ecoregió es delimita amb les franges litorals de la Península Antàrtica, lliures de gel permanent. La península apunta al nord en direcció a l'extrem sud de sud-amèrica; aquesta zona és la part de l'Antàrtida més propera a un altre continent. El noranta-vuit per cent dels 14,3 milions de km² de l'Antàrtida estan coberts per una làmina permanent de gel, que conté el 90% del gel del món i gairebé el 70% de l'aigua dolça de la Terra. Durant els mesos d'hivern, l'extensió del gel marí augmenta cinc vegades, allunyant dràsticament la frontera de l'oceà obert lluny de la terra. La costa es pot dividir en dues regions biogeogràfiques: la Península Antàrtica, aquí denominada Marielàndia, i la costa continental, o Maudlàndia. Mentre que Maudlàndia cobreix una àrea més gran que Marielàndia, el clima de la península, especialment a la costa occidental, és el més suau del continent. La costa oest de la Península Antàrtica té un clima antàrtic marítim, similar al de les illes de Sandwich del Sud, Òrcades del Sud i Shetland del Sud. Des de la punta de la Península Antàrtica avançant fins als 68º, les temperatures mitjanes mensuals superen els 0 ° C durant els tres o quatre mesos d'estiu, i rarament cauen per sota dels -10 ° C durant l'hivern. Les precipitacions mitjanes de 35 a 50 cm anuals amb una bona part que cau a la pluja durant l'estiu, que es produeixen en els dos terços dels dies de l'any, amb poca variació estacional de les quantitats. Això es pot comparar amb la major pluviositat de les illes sub-Antàrtiques (un a dos metres (m) per any), o l'interior sec del continent, que és un desert virtual amb només 10 cm de precipitació a l'any.
Les zones lliures de gel de la Península Antàrtica i l'Antàrtida occidental (a l'oest de les Muntanyes Transantàrtiques) es caracteritzen per temperatures baixes, alta aridesa i una curta temporada de creixement. Els criptogrames (molses i líquens) dominen la vegetació de la tundra antàrtica. La vegetació de la zona botànica de la Península Antàrtica és similar a la vegetació feldmark de les terres altes de l'illa a la zona botànica sub-Antàrtica. Aquestes comunitats criptogàmiques tancades es produeixen en zones protegides a cotes més baixes. La coberta principal del sòl és un coixí de tundra de molsa i líquens en els quals només hi ha dues plantes florals del continent o fanerogrames: el germen antàrtic (Deschampsia antarctica) i la perla antàrtica (Colobanthus quitensis). Generalment es produeixen en vessants orientats al nord en sòls humits rics en nutrients, aquestes espècies vasculars es troben en llocs protegits fins al sud de l'illa de Neny, a 68 ° 13'S. La deschampsia pot formar un "sward" de diversos metres quadrats, mentre que Colobanthus forma coixins discrets. Ambdues espècies poden produir llavors viables, tot i que no ho fan cada any, per la qual cosa és crucial la reproducció vegetativa. Les aus poden desarrelar porcions que es redistribueixen i s'estableixen en altres llocs. Els mamífers i les aus tenen un efecte significatiu sobre la vegetació malgrat que cap és herbívor. Els segells d'elefants aplanen la zona d'herba i formen piscines poc freqüents, i els grans torrats d'ocells estan desproveïts de vegetació a part de les làmines d'algues que es produeixen en un terreny humit ric en excrements d'aus. L' espècie de petrell ocupador de nius lliures generalment no danyen la vegetació, sinó que augmenten l'aireig i el drenatge del sòl.